# Касаларрейна
Касаларрейна (ісп. Casalarreina) — муніципалітет в Іспанії, у складі автономної спільноти Ла-Ріоха. Населення — 1366 осіб (2009).
Муніципалітет розташований на відстані близько 250 км на північ від Мадрида, 39 км на захід від Логроньйо.

## Демографія
Динаміка населення (INE ):

## Галерея зображень

Розташування муніципалітету
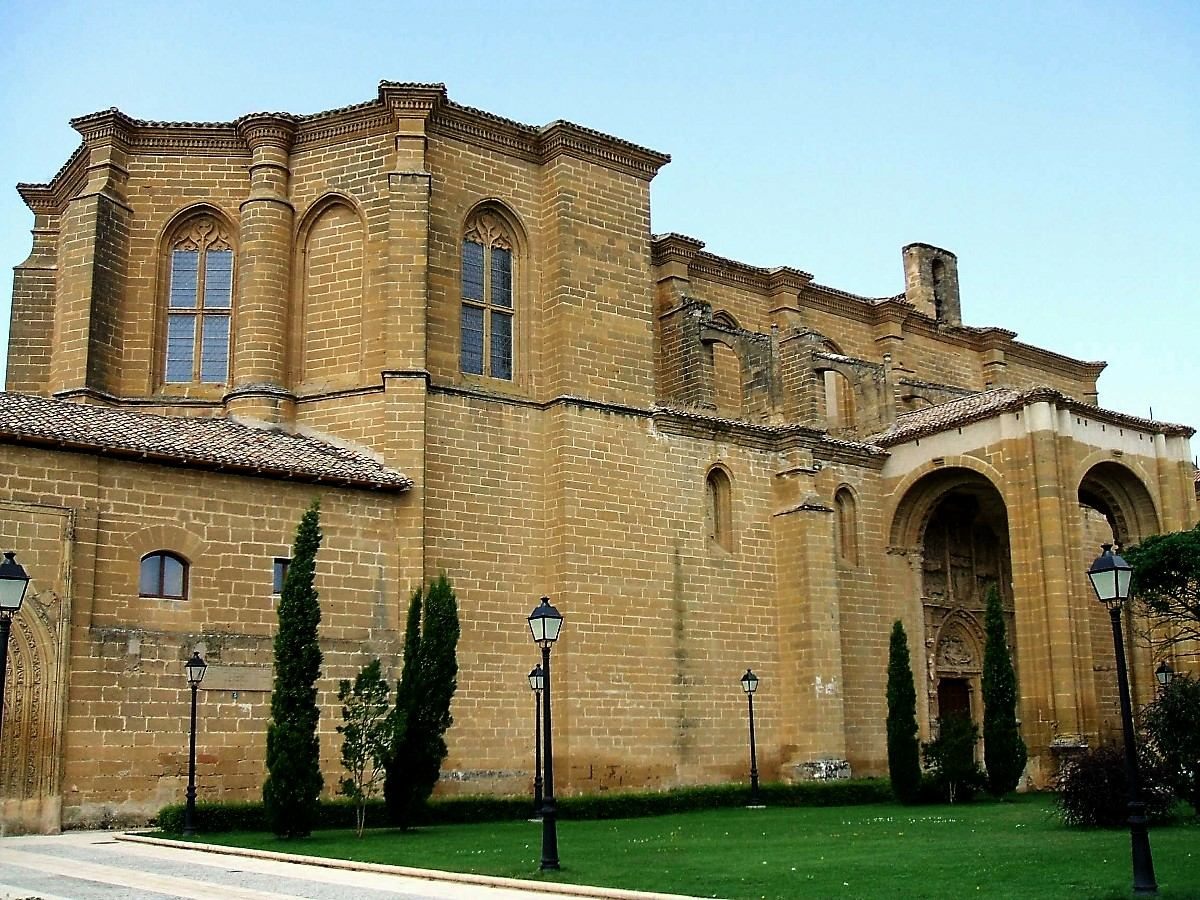
Монастир Нуестра-Сеньйора-де-ла-П'єдад